# Colle résorcine

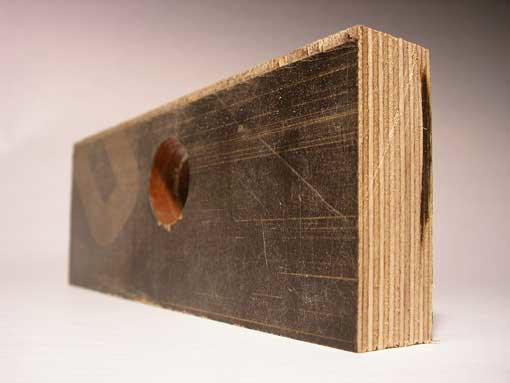
Joints de colle brun rougeâtre foncé minces caractéristiques stratifiant les plis ensemble de ce contreplaqué de qualité extérieure.

La colle résorcine, appelée aussi résorcine-formaldéhyde, est une combinaison adhésive de résine et de durcisseur qui résiste à une immersion prolongée dans l'eau et présente une résistance élevée aux rayons ultraviolets,. L'adhésif, introduit en 1943, a été populaire dans la construction d'avions et de bateaux.
Jusqu'à l'invention de la résine époxy, la colle résorcine était l'une des colles marines les plus courantes. Contrairement à l'époxy, elle n'a pas de propriétés de remplissage d'espace, ce qui nécessite que les joints soient bien ajustés et serrés sous pression pour obtenir des résultats satisfaisants. La colle se présente en deux parties — un sirop rouge foncé et une poudre brun clair qui sont mélangés pour former une colle brun rougeâtre foncé.
L'application la plus courante de la colle résorcine consiste à coller les couches de contreplaqué de qualité extérieure et marine. C'est une liaison forte. Actuellement, l'une de ses principales utilisations consiste à assembler du contreplaqué, des poutres de support stratifiées et d'autres éléments structurels en bois. Les cellules d'avion en bois ont longtemps été collées avec des formulations de colle résorcine.
La colle résorcine non polymérisée a une durée de conservation relativement courte, d'environ deux à trois ans, selon la température de stockage. Son utilisation a diminué depuis les années 1990 en raison de la facilité d'utilisation et de la polyvalence des colles et enduits époxy.[réf. nécessaire]
Bien que la plus grande facilité d'utilisation et la polyvalence de l'époxy le rendent beaucoup plus populaire, l'époxy a une faible résistance aux UV et, dans la plupart des applications structurelles, n'a qu'une résistance à la chaleur modeste, ce qui le rend moins adapté pour de nombreuses utilisations en extérieur. La colle résorcine reste un adhésif adapté à une utilisation extérieure et marine. Contrairement à l'époxy, elle ne comble pas les joints, elle nécessite donc un niveau de fabrication et d'assemblage des joints plus élevé.

## Histoire
La résorcine généralement obtenue en fusionnant de l'acide métabenzène disulfonique avec de la soude caustique est une substance cristalline incolore avec une odeur particulière. Elle est utilisée en médecine dans la fabrication d'intermédiaires et de colorants, et dans une certaine mesure dans la synthèse de résines. La résorcine se condense avec le formaldéhyde à une vitesse si rapide que certains moyens doivent être appliqués pour ralentir la réaction ; en 1938, la production des États-Unis avait diminué en raison de son coût relativement élevé ; c'était à l'époque un facteur important pour limiter son utilisation dans les résines synthétiques.